# Aleksandrovac
Pour les articles homonymes, voir Aleksandrovac (homonymie).
Aleksandrovac (en serbe cyrillique : Александровац) est une ville et une municipalité de Serbie située dans le district de Rasina. Au recensement de 2011, la ville comptait 6 265 habitants et la municipalité dont elle est le centre 26 534.

## Géographie

### Relief
La municipalité d’Alexandrovac est située au centre de la Serbie. À l'ouest de la municipalité se trouvent les derniers contreforts des Alpes dinariques (monts Goč, Željin et Kopaonik). L'altitude varie entre 190 et 1 785 m. Cette variabilité du terrain fait apparaître deux grands espaces géographiques. La basse Župa (Donja Župa) comprend la zone de faible altitude (entre 205 et 700 m). C'est une région de collines qui abrite un important ensemble culturel et historique. La Župa montagneuse représente 70 % du territoire.

### Climat
La région d'Aleksandrovac se caractérise par un climat continental tempéré.

## Histoire

### Préhistoire et Antiquité
Les fouilles archéologiques montrent que la région d'Aleksandovac était occupée dès la Préhistoire. Des vestiges remontant à l'âge du bronze ont été découverts à Ivkovića Kuće et à Džodin Vinograd et des vestiges de l’âge de la pierre à Stepića kuće. 
À partir du IVe siècle avant Jésus Christ, la région fut habitée par les Celtes.
Un village appelé Kožetin fut construit au fond d'un lac asséché. Deux hypothèses ont été formulées à propos de l'origine de ce nom. Les Celtes, romanisés, honoraient particulièrement Diane, la déesse de la chasse et de la lune. L'animal préféré de Diane étant la chèvre, en serbe koza, ils auraient ajouté le suffixe –etina pour former le nom de Kozetina qui, après une légère transformation serait devenu Kožetin. Selon une légende locale, à l'emplacement de Kozetin se trouvait une église couverte de peaux de chèvres. C'est ainsi que le village aurait été appelé Kožni, qui devint plus tard Kožetin.
Quoi qu'il en soit, par sa position géographique, le village fut amené à jouer un rôle important en Serbie.

### Moyen Âge et temps modernes
La première mention écrite de Kožetin remonte à 1196 : le village est cité dans une dédicace rédigée par Stefan Nemanja au monastère de Studenica :
« Moi Stefan Nemanja, à qui appartient la terre serbe, je donne au monastère de Studenica... le village de Kožetin et Podrumi avec ses alentours...».
En 1882, par un décret du roi Milan Ier et avec l'accord des habitants, le nom de Kožetin fut changé en celui d'Aleksandrovac.
Voici le texte de la déclaration :
« Nous,

Milan 1er,

par la grâce de Dieu et selon la volonté du peuple, roi de Serbie,

sur proposition de Notre Ministre des affaires intérieures, avons décidé :

que la ville de Kožetin, dans la région de Krosovac, 

selon le souhait de ses habitants, soit à présent appelée "Aleksandrovac".

À Belgrade, 19 juin 1882. »

## Localités de la municipalité d'Aleksandovac

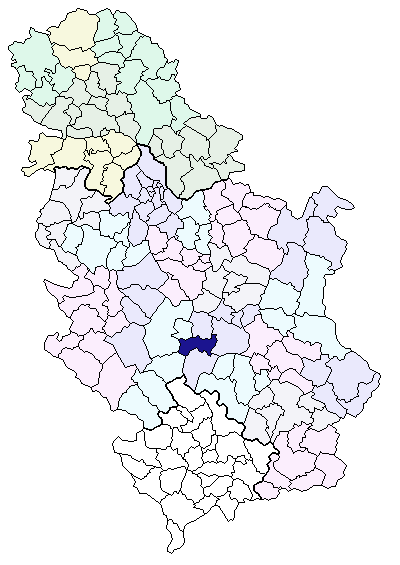
Localisation de la municipalité d'Aleksandrovac en Serbie

La municipalité d'Aleksandrovac compte 55 localités :
| - Aleksandrovac - Bzenice - Bobote - Boturići - Bratići - Velika Vrbnica - Velja Glava - Venčac - Vitkovo - Vražogrnci - Vranštica | - Vrbnica - Garevina - Gornja Zleginja - Gornje Rataje - Gornji Vratari - Gornji Stupanj - Grčak - Dašnica - Dobroljupci - Donja Zleginja - Donje Rataje | - Donji Vratari - Donji Stupanj - Drenča - Jelakci - Kožetin - Koznica - Latkovac - Laćisled - Lesenovci - Leskovica - Ljubinci | - Mrmoš - Novaci - Panjevac - Parčin - Pleš - Ploča - Popovci - Puhovac - Raklja - Ržanica - Rogavčina | - Rokci - Rudenice - Stanjevo - Starci - Strmenica - Stubal - Subotica - Tržac - Trnavci - Tuleš - Šljivovo |

Aleksandrovac est officiellement classée parmi les « localités urbaines » (en serbe : градско насеље et gradsko naselje) ; toutes les autres localités sont considérées comme des « villages » (село/selo).

## Démographie

### Ville

#### Évolution historique de la population dans la ville
| 1948  | 1953  | 1961  | 1971  | 1981  | 1991  | 2002  | 2011  |
| ----- | ----- | ----- | ----- | ----- | ----- | ----- | ----- |
| 1 027 | 1 153 | 1 320 | 3 067 | 5 177 | 6 354 | 6 476 | 6 265 |

## Politique
À la suite des élections locales serbes de 2008, les 60 sièges de l'assemblée municipale d'Aleksandrovac se répartissaient de la manière suivante :
| Parti                                                                         | Sièges |
| ----------------------------------------------------------------------------- | ------ |
| Parti démocratique de Serbie - Nouvelle Serbie - Mouvement pour la Župa       | 29     |
| Liste « Pour une Župa prospère »                                              | 14     |
| Pour une Serbie européenne                                                    | 13     |
| Parti socialiste de Serbie - Parti des retraités unis de Serbie - Serbie unie | 4      |
| Parti socialiste de Serbie                                                    | 4      |
| « Ligue pour Arilje » SPO - G17 Plus                                          | 1      |

Jugoslav Stajkovac a été élu président (maire) de la municipalité ; il était à la tête d'une coalition constituée par le Parti démocratique de Serbie de Vojislav Koštunica, du parti Nouvelle Serbie de Velimir Ilić et du Mouvement pour la Župa.

## Culture
L'événement le plus populaire d'Aleksandrovac est la Župska berba, qui a lieu chaque année du 28 septembre au 1er octobre. Lors de cette grande fête qui célèbre la fin des vendanges, pendant deux jours, l'eau de la principale fontaine de la ville est remplacée par du vin.

## Sport
Aleksandrovac possède un club de football, le FK Župa Aleksandrovac, créé en 1922. 

## Tourisme
Le monastère de Rudenica se trouve entre Aleksandrovac et Trstenik ; il a été fondé vers 1410, à l'époque du despote serbe Stefan Lazarević ; par son architecture, son église est typique de l'école de la Morava. À 3 km au nord de la ville, sur le territoire du village de Drenča se trouvent les ruines du monastère éponyme de Drenča, fondé en 1382 par le moine Dorotej avec son fils Danilo. Sur le territoire de la municipalité se dressent également les ruives de la forteresse médiévale de Koznik, construite entre 1413 et 1435.

## Économie
Aleksandrovac est le siège de la société Vino župa, créée en 1956, qui produit des jus, des nectars et des sirops de fruits, notamment de pommes, d'oranges, de fraises et de cerises, vendus sous la marque La Vita. Elle produit également des vins, rouges, blancs et rosés, ainsi que des liqueurs et des alccols forts, notamment de la rakija de raisin et de fruits. La société propose aussi des confitures et des compotes de fruits, vendues sous la marque Marmelada, des vinaigres, notamment du vinaigre de pomme, ainsi que des produits vinaigrés (cornichons, piments) etc.
Parmi les autres entreprises de la ville, on peut citer la société Župljanka, créée en 1960, qui travaille dans l'industrie du vêtement et, notamment, les vêtements pour enfants, la société Bemix, créée en 1971, qui fabrique dans le secteur de l'alimentation animale ou la société Metalac, qui produit des équipements divers en métal. PPT Armarture fabrique et commercialise, en Serbie comme à l'étranger, des pièces diverses (robinets, valves, tubes ajustables etc.) pour les systèmes hydrauliques, pneumatiques et hydro-électriques etc, ; elle est une des 16 coentreprises formant la holding Prva petoletka dont le siège est à Trstenik. La société Ventil fabrique des tuyaux et des canalisations pour l'industrie et le transport, ainsi que des connecteurs hydrauliques et pneumatiques, des pistolets de graissage et des lubrificateurs. Tehnoguma travaille dans l'industrie du caoutchouc. Les sociétés Usluga, créée en 1986, et Željin travaillent dans le domaine de la construction,.

## Personnalités
- Milosav Mirković-Buca, écrivain et critique de théâtre
- Sava Poljanski, peintre et mosaïste
- Stanisav Pavlović-Šuki, sculpteur
- Ivan Knežević, peintre
- Ger Popović
- Ilija Bozoljac, joueur de tennis.
- Radoslav Pavlović, écrivain

## Coopération internationale
La ville d'Aleksandrovac est jumelée avec les villes suivantes :
- Esperion (Grèce)
- Nova Gorica (Slovénie)
- Rastatt (Allemagne)